# Venevisión USA
Venevisión USA (presentado realmente sólo cómo Venevisión) fue un canal de televisión por suscripción estadounidense de origen venezolano, filial local del canal Venevisión y se encuentra operado por Cisneros Media, a su vez propiedad de la Organización Cisneros. Fue lanzado al aire el 8 de febrero de 2017.
Sus operaciones se ubicaban en los estudios de Venevisión ubicados en Caracas, y las oficinas de Cisneros Media en Miami. A partir del 13 de mayo de 2019, Venevisión USA se une a la nomenclatura internacional de Cisneros Media, quedando como el feed estadounidense de Ve Plus.

## Programación
Su programación se basa en producciones originales de la cadena de televisión venezolana Venevisión, de la productora de la Organización Cisneros, Cisneros Media (antes nombrada Venevisión International Productions) y de su canal hermano Venevisión Plus (unificado a su nomenclatura internacional, Ve Plus, el 11 de febrero de 2019) junto a algunas producciones venezolanas independientes.

### Programación anterior
- NPS: no puede ser
- Somos tú y yo
- Portada's
- Súper sábado sensacional
- ¡Qué Locuras!
- Cheverísimo
- Casos de familia
- ¿Quién tiene la razón?
- Mega Match Siglo 21
- Cartas del corazón
- La guerra de los sexos
- Palabra final
- El palenque de Enrique Santos Archivado el 23 de diciembre de 2019 en Wayback Machine.